# Аврамов, Михаил Петрович
Михаил Петрович Аврамов (1681—1752) — действительный статский советник, директор основанной при Петре I первой петербургской типографии. Автор множества проектов реформ.

## Биография
Родился в 1681 году. Начал службу с десятилетнего возраста подьячим Посольского приказа. В 1697 году был отправлен на учёбу в Голландию, где провёл 5 лет, обучаясь «типографским наукам». В 1702  вернулся из Голландии, и Пётр I назначил его дьяком Оружейной палаты. Затем переехал в Санкт-Петербург, где принимал активное участие в основании типографии. В 1711 году был назначен первым директором типографии и занимал этот пост до 1721 года. Инициатор издания и составитель книги «Марсовой, или воинских дел» (1713). С 1721 по 1724 год на службе в Берг-коллегии.
При Петре II примкнул к консервативным кругам и выступил с критикой реформ Петра I. Сделавшись очень религиозным человеком, обвинял Феофана Прокоповича в еретичестве. При Анне Иоанновне в 1732 году был заточён в Иверский монастырь за проект восстановления патриаршества. В 1738 году отправлен в ссылку в Охотск.
В 1741 году, после прихода Елизаветы Петровны, вернулся из ссылки в Санкт-Петербург. Аврамов вновь стал предлагать различные проекты, в частности, говорил о необходимости ограждения русских от наплыва иностранцев, выступал за усиление церковной цензуры, предлагал выпускать бумажные деньги взамен металлических, ратовал за учреждение хлебных запасов. За эти проекты Аврамова в 1748 году вновь заключили в темницу Тайной канцелярии, где и умер 24 августа 1752 года.

## Семья
Жена — Анна Дмитриевна. Сын — Михаил (1727—?).